# Marguerite Gérard
Marguerite Gérard (Grasse, 28 gennaio 1761 – Parigi, 18 maggio 1837) è stata una pittrice francese.

## Biografia
Figlia di Claude Gérard, profumiere a Grasse, e di Marie Gilette, Marguerite era la cognata (sorella della moglie Marie Anne) di Jean-Honoré Fragonard e di lui fu allieva e stretta collaboratrice. Fu anche, di conseguenza, la zia di Alexandre-Évariste Fragonard, figlio di Jean Honoré.

Nota soprattutto come ritrattista, si espresse con talento anche nella pittura di genere e, in questo campo, ha lasciato numerosi capolavori, fra cui:
- La liseuse, 1784 - (La lettrice)
- La Bonne Nouvelle, 1798 - (La buona notizia)
- La Mauvaise Nouvelle - (La cattiva notizia)
- Le petit messager  -  (Il piccolo messaggero)
- Le Concert - (Il concerto)
- L'Heureux ménage - (Il matrimonio felice)

## Opere
Dal 2011 molte tele di Marguerite Gérard sono conservate nel Museo Fragonard a Grasse. 

## Mostre
Marguerite Gérard, Artiste en 1789, dans l'atelier de Fragonard. - Parigi, Museo Cognacq-Jay, 10 settembre 2009 - 6 dicembre 2009.

## Galleria d'immagini

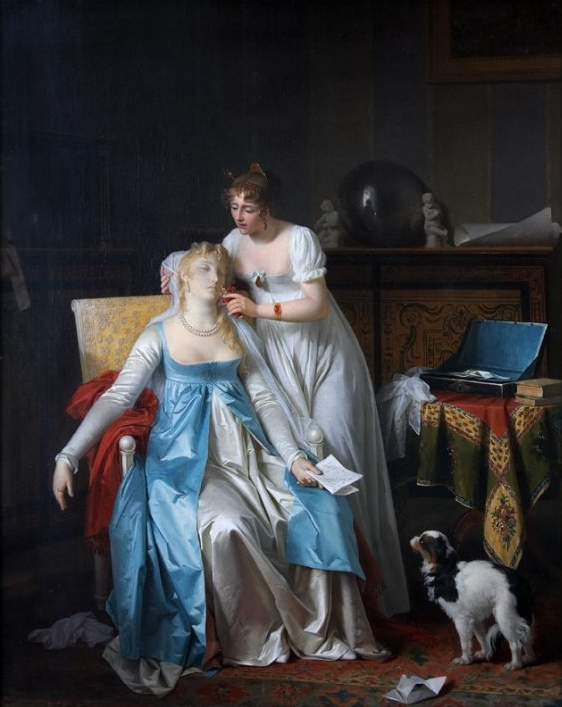
La cattiva notizia
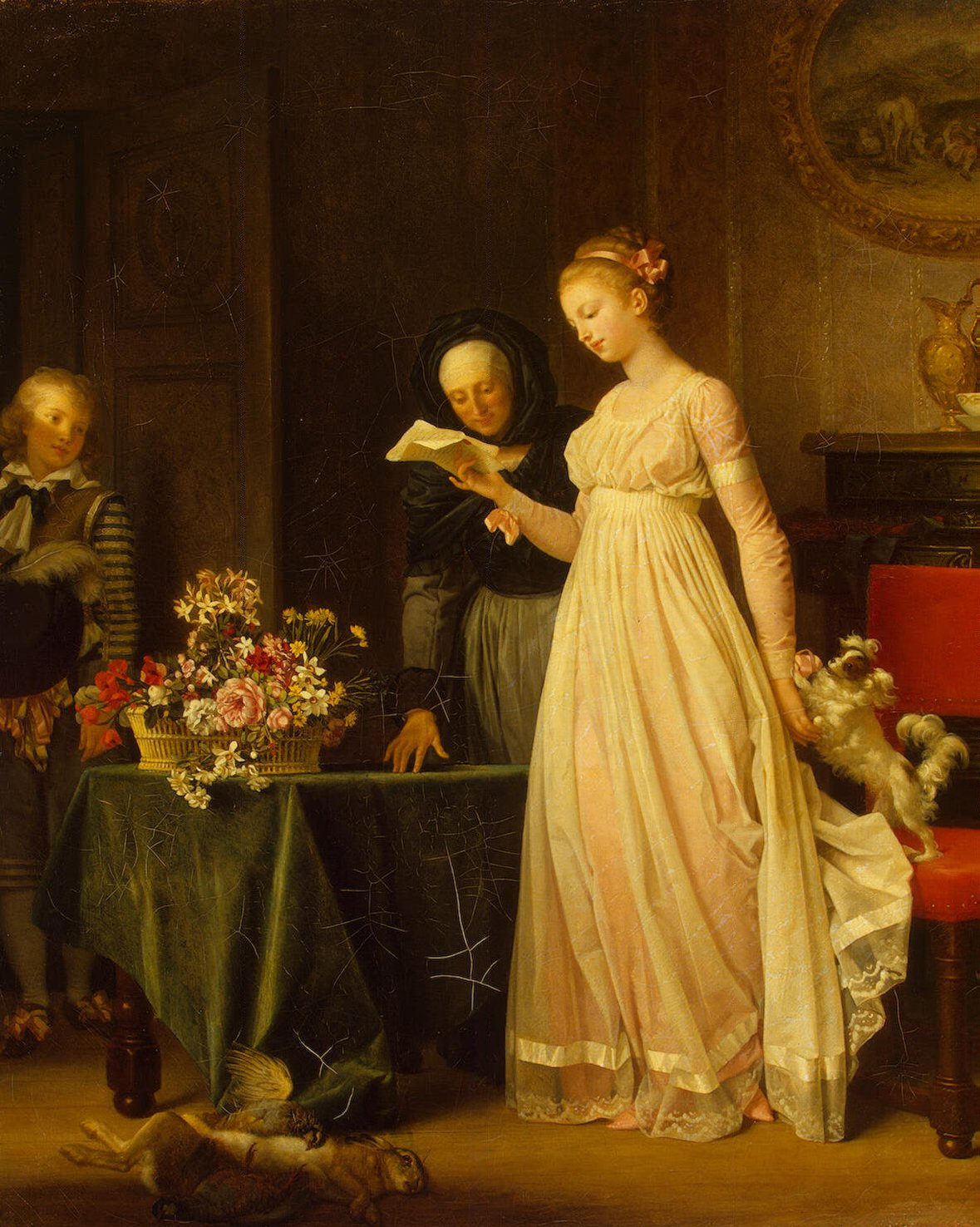
Il regalo
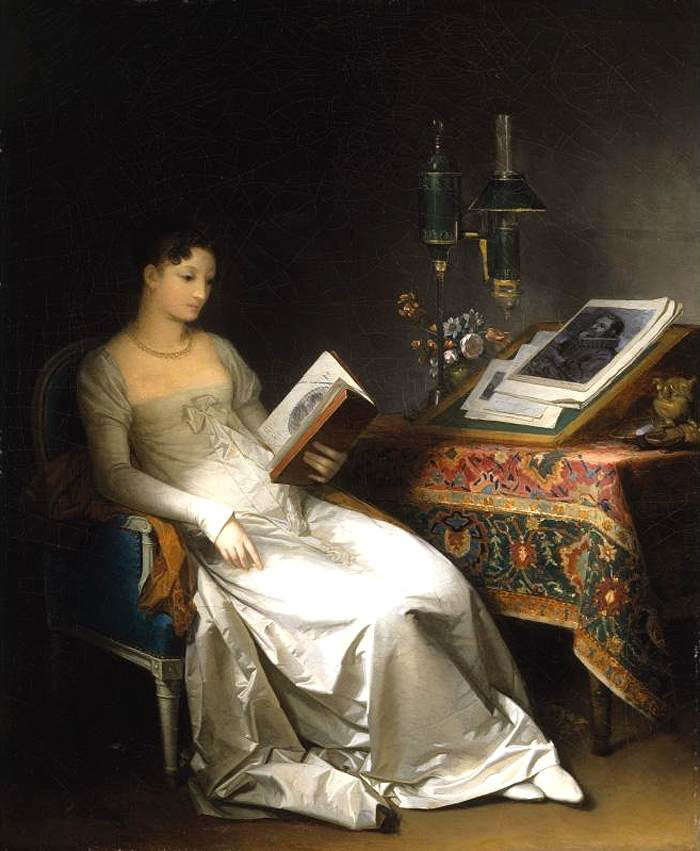
Signora che legge
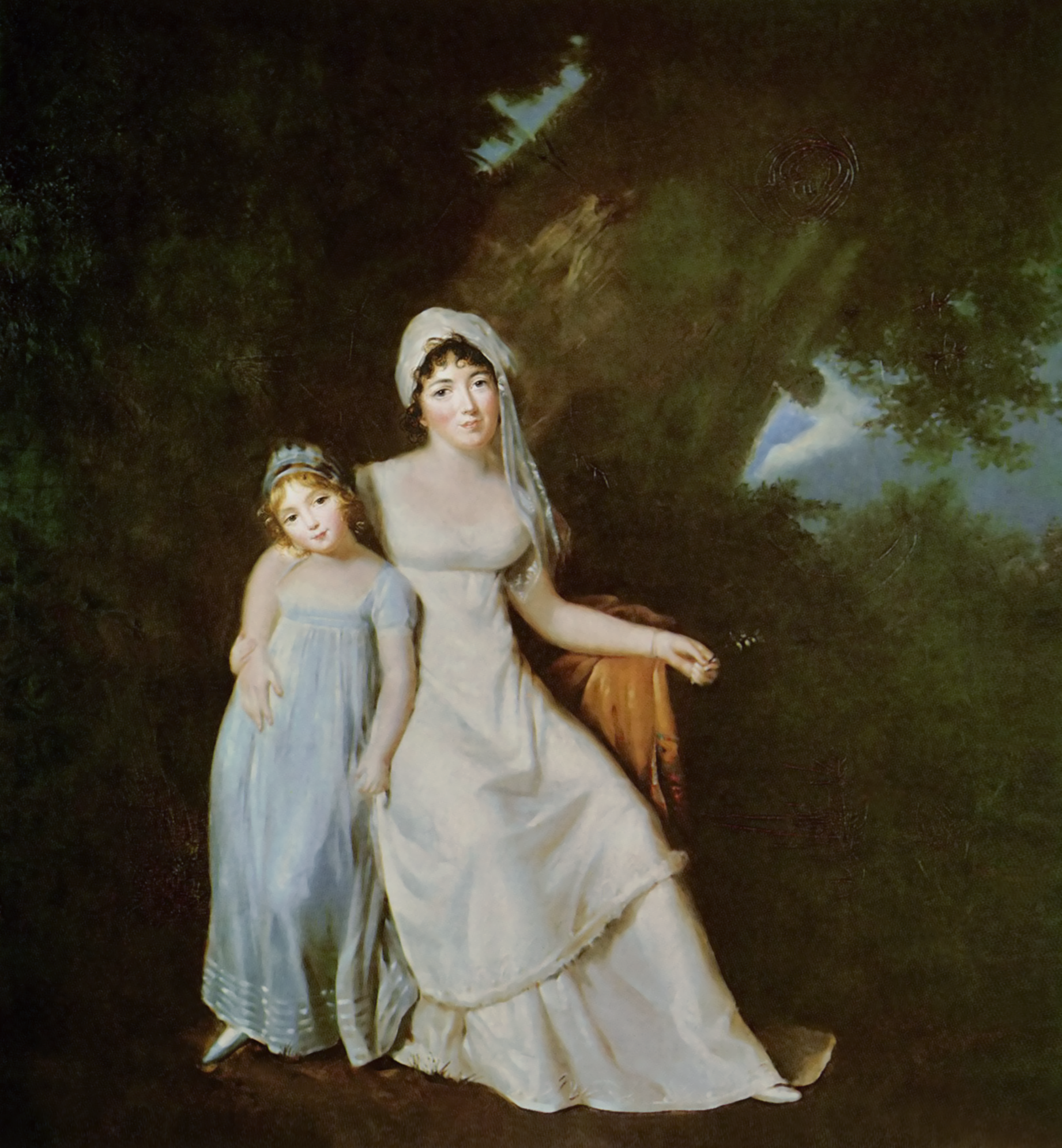
Madame de Staël e sua figlia
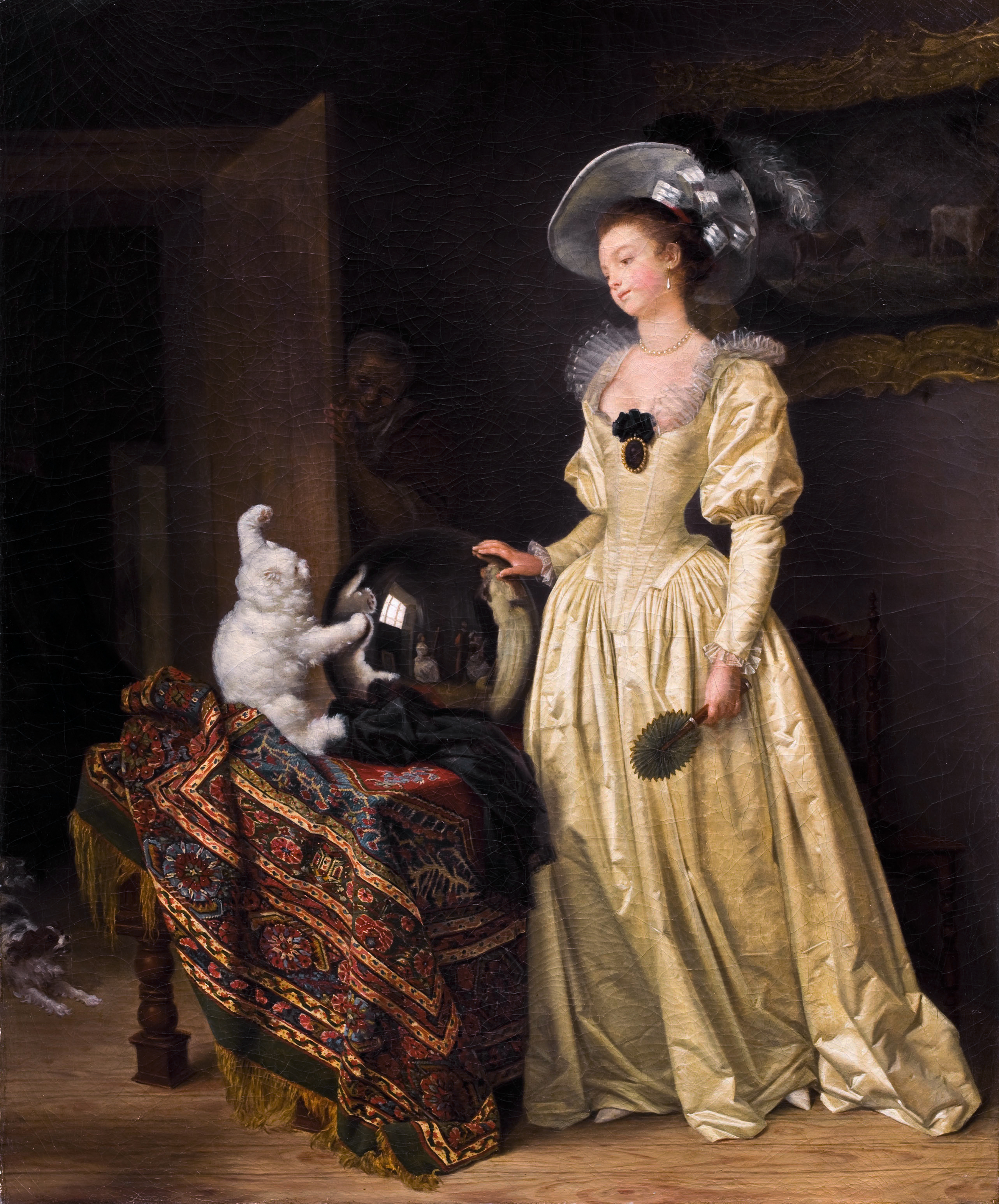
Il gatto d'angora
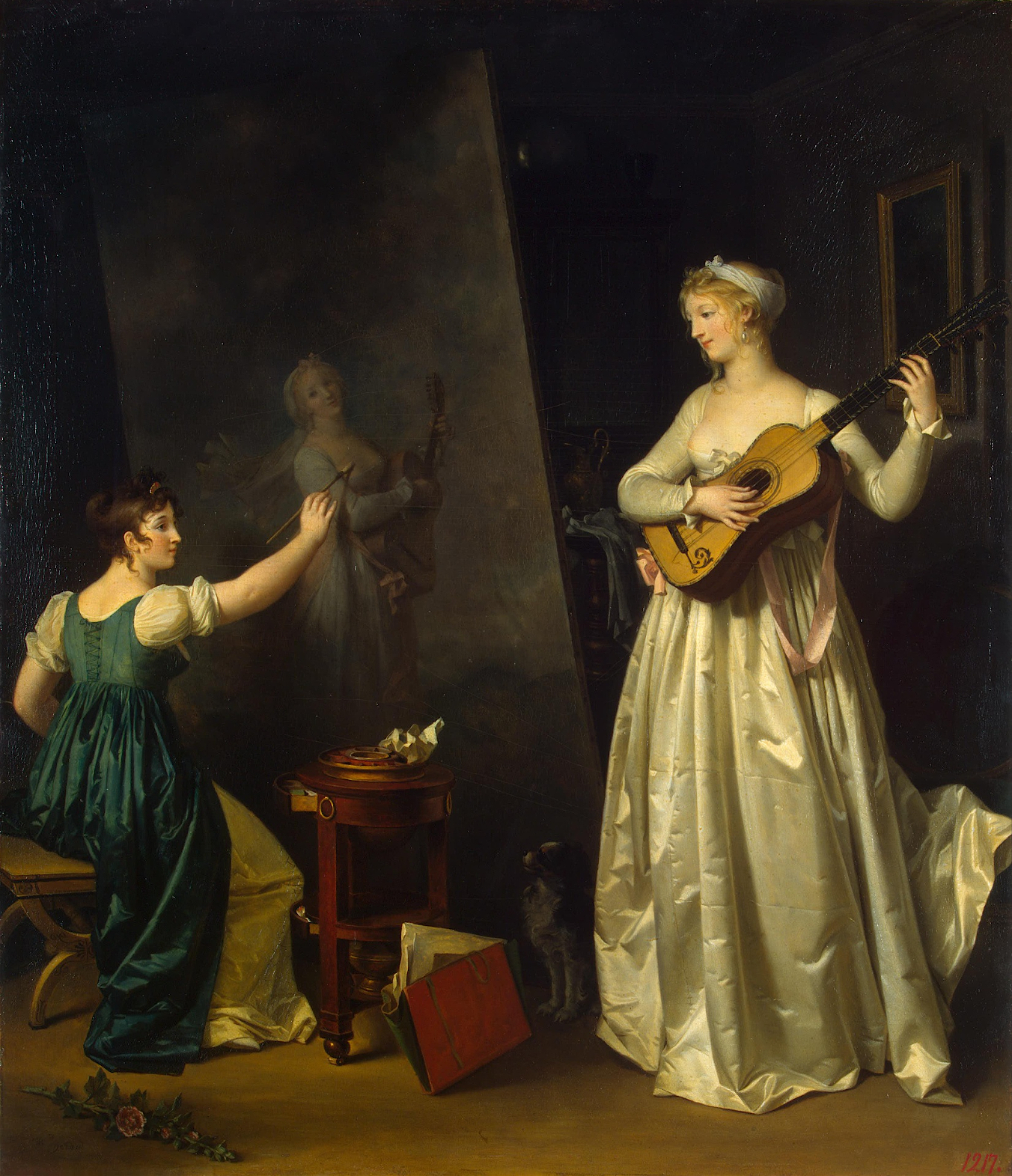
Marguerite Gérard - Artista che dipinge un ritratto di un musicista, circa 1803

## Bibliografia

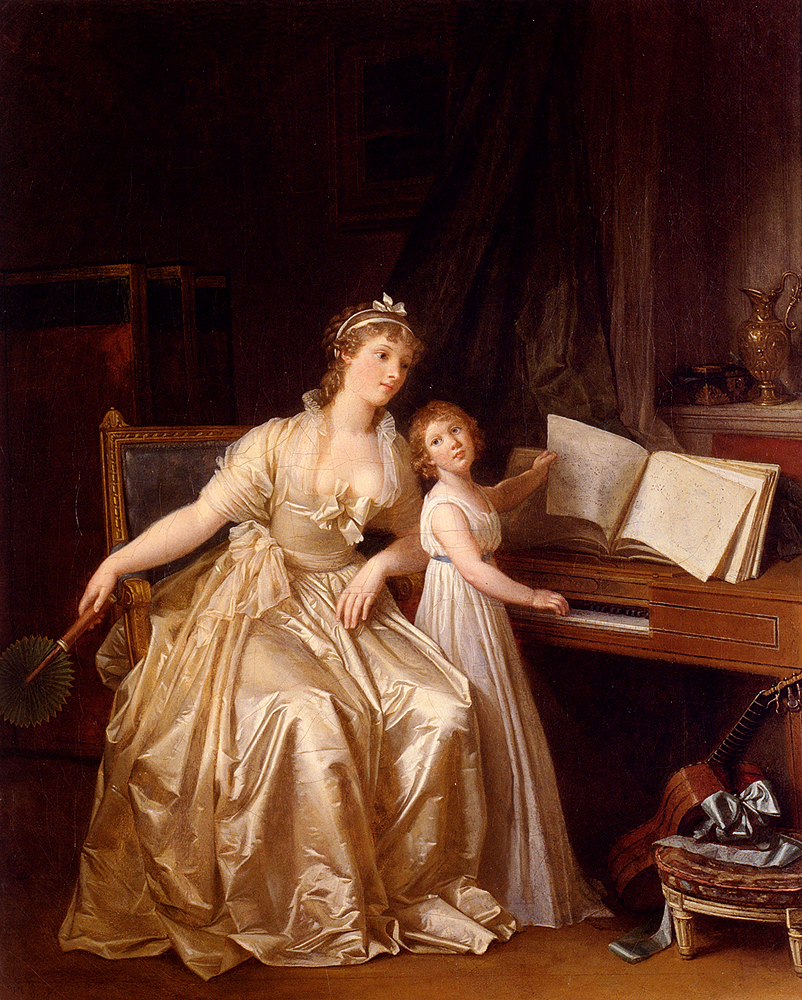
La lezione di piano